# 里程錶

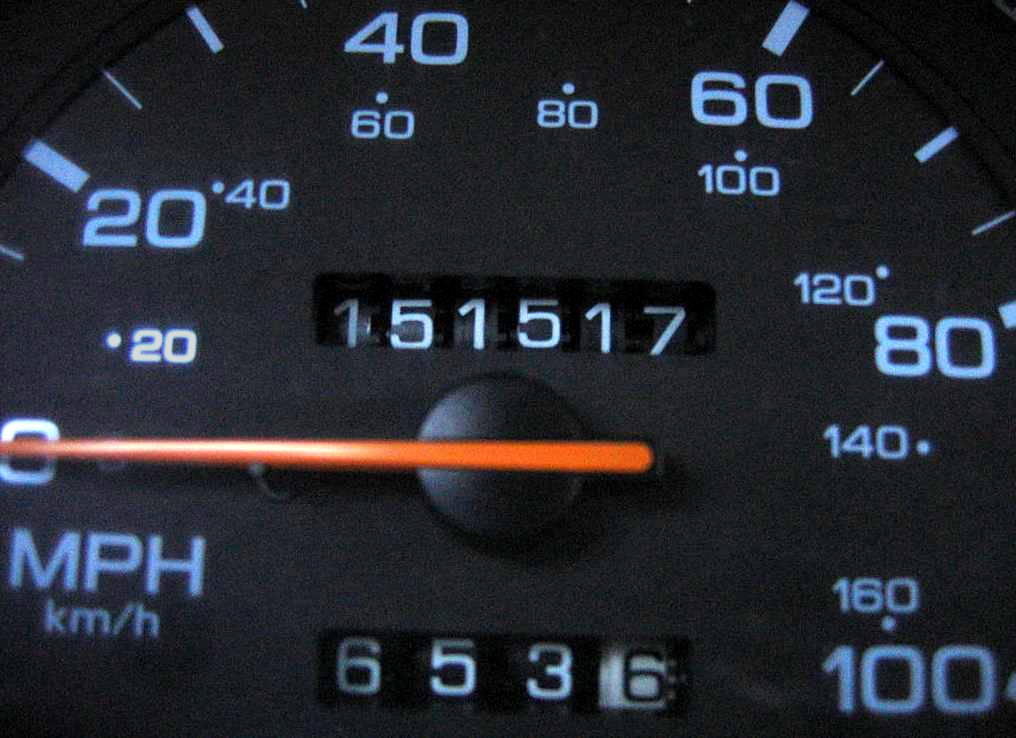
汽車車速表下方的里程表與旅程表

里程錶（英語：Odometer），是車輛儀錶板上面其中一個儀錶，顯示一輛車從出廠以來行走過的總距離，通常在車速錶下面顯示，亦有部份於儀錶板上的液晶顯示屏中顯示。這個數值平常供駕駛人參考，做為車輛保養里程或保固的依據。由於會影響二手車的賣價，因此一些不肖車主及車商會在售出車輛前將里程改少。
現代大多數車輛還設有旅程表（Trip odometer），這個表可由駕駛人自行歸零，讓駕駛人記錄每趟旅程的距離。